# Lynn Carlin
Lynn Carlin, född Mary Lynn Reynolds 31 januari 1938 i Los Angeles, Kalifornien, är en amerikansk skådespelerska.

## Roller i urval
- 1968 – Faces
- 1971 – Cannon (TV-serie) (1 avsnitt)
- 1971 – Taking Off
- 1971 – Två red ut
- 1972 – Larmet går (TV-serie) (1 avsnitt)

- 1975–1977 – Familjen Walton (TV-serie) (5 avsnitt)
- 1980 – Kriget bortom stjärnorna
- 1980 – På första sidan (TV-serie) (1 avsnitt)
- 1985 – Förbannelsen
- 1987 – Mord och inga visor (TV-serie) (1 avsnitt)